# عبد الرزاق الجبران
عبد الرزاق الجبران، مفكر ديني عراقي ولد في البصرة عام 1971م. صاحب مشروع الوجودية الإسلامية.

## نبذه
بدأت خطاه التنويرية مع تأسيسه مجلة الوعي المعاصر في مهجره دمشق ثم ظهرت معه خطى تمردية مفاجئة بعد ظهور كتابه الأهم جمهورية النبي/عودة وجودية، وتمرده التام على الكهنوت الديني والنسق التنويري البارد، باتجاه مغاير تماما لكل وجهات الإصلاح الديني باعتماده الحل الوجودي للدين في منهجه المعرفي..وبقناعة أن التزوير لاح كل التراث بيد الكاهن....تغير معه الفقه إلى احكام مغايرة تماما لما هو مألوف.

اثارت كتبه كثيراً من الجدل والاختلاف ومنع دخولها في معظم الدول العربية..فكانت أكثر الكتب المتداولة سيما في العراق.
وأخذت تنتشر بشغف وسط الجيل الجديد الذي يبحث عن دين يمنح حياة مغايرة ملؤها الإنسانية والجمال والحرية.
يرى أن الوجه الحقيقي للإسلام في مثالية وإنسانيته تفوق القيمة التاريخية ليوتوبيا افلاطون في جمهوريته..أسَّس لوجودية دينية تؤصل عن التراث الإسلامي والبشري العام قبل أن تؤصل عن كيركجارد الذي مثل له نقطة يقظته الأولى.
النزعة الإنسانية هي النزعة الأولى معه في كل معيار ايديلوجي..وأسس وصال المعنى فيه وأسس فلسفة الجمال.

## مؤلفاته
- لصوص الله
- جمهورية النبي عودة وجودية
- مبغى المعبد
- الحل الوجودي للدين: انقلاب المعبد
- جمهورية الله (جيندار): سماء وجودية
- جيندار الكتابة الثانية السر الاحمر
- مبغى المعبد شريعة المرأة والرجل فقه الجسد
- كتاب الرماد (وجودية سمراء)